# Hemigymnochaeta apicifera
Hemigymnochaeta apicifera är en tvåvingeart som beskrevs av Charles Howard Curran 1931. Hemigymnochaeta apicifera ingår i släktet Hemigymnochaeta och familjen spyflugor. Inga underarter finns listade i Catalogue of Life.